# Дамбах, Отто
О́тто Ви́льгельм Ру́дольф Да́мбах (нем. Otto Wilhelm Rudolf Dambach; 16 декабря 1831, Кверфурт — 18 мая 1899, Берлин) — немецкий юрист, правовед, профессор Берлинского университета, доктор права (с 1853). Политик, Пожизненный член палаты господ Прусского ландтага.

## Биография
С 1848 по 1851 год изучал право в университете Берлина. После его окончания работал помощником юриста. С 1856 года — судебный заседатель, затем, прокурор Берлинского городского суда. В 1862 году назначен прокурором и помощником юрисконсульта по совместительству в Главной почте столицы. С декабря 1862 года — старший почтовый советник.
Принимал участие во всех основных этапах развития немецкой почтово-телеграфной системы и внёс большой вклад в принятие множества законов не только в области почтовой и телеграфной системы, таких как Закон Рейха о почте от 1871 года, но и, в частности, области авторского права.
В 1873 году был назначен адъюнкт-профессором права в Берлинском университете, где читал лекции по уголовному, конституционному и международному праву. Кроме того, был членом комиссии по первичной правовой экспертизе при Высшем земельном суде Берлина.
С 1891 до смерти в 1899 году — член палаты господ Прусского ландтага.

## Избранные труды
- Beiträge zu der Lehre von der Kriminalverjährung (Berlin 1860)
- Die Gesetzgebung des Norddeutschen Bundes, betreffend das Urheberrecht an Schriftwerken (Berlin 1871)
- Das Telegraphenstrafrecht (Berlin 1872; ins Franz. übers. Bern 1872)
- Das Gesetz über das Postwesen des Deutschen Reichs vom 28. Oktober 1871 erläutert (Berlin 1872, 4. Aufl. 1881)
- Das Musterschutz-Gesetz vom 11. Januar 1876 (Berlin 1876)
- Das Patentgesetz für das Deutsche Reich (Berlin 1877)
- Der deutsch-französische Literarvertrag (Berlin 1883)